# Blanche Amblard
Blanche Amblard (Ville-d'Avray, 9 settembre 1896 – La Celle Saint-Cloud, 25 agosto 1974) è stata una tennista francese.

## Biografia
Una delle migliori giocatrici di tennis dell'inizio del XX secolo insieme alla sorella, Suzanne Amblard vinse due edizioni dell'Open di Francia (doppio femminile) del 1913 e 1914